# 성평등 교육
'양성평등 교육은 모든 사람들이 정치·경제·사회·문화적으로 평등한 대우를 받아야 하고 성별에 근거하여 차별 대우를 받으면 안 된다는 관점에 대해 배우는 것이다.

## 같이 보기
- 여성주의교육